# Fijnspar
De fijnspar (Picea abies) is een boom uit de dennenfamilie (Pinaceae). Het is een conifeer uit Noord- en Centraal-Europa. 
Een volwassen fijnspar kan tot 50 meter hoog worden. 

## Kenmerken
De fijnspar is een eenhuizige boom. De kroon is smal en kegelvormig. Sparren uit lager gelegen gebieden hebben meestal bredere kronen (minder zware sneeuwlast). De takken zijn grotendeels horizontaal, maar in het bovenste deel omhoog gericht. Bij oudere bomen gaan de takken een beetje hangen. De schors is glad en roodachtig bruin van kleur. Met het ouder worden wordt de schors donker paarsachtig. De barsten vormen ronde, kleine, gladde platen.
De twijgen zijn roodachtig tot oranjebruin. De knoppen zijn glad, bruin en gepunt. De naalden zijn aan alle zijden donkergroen en staan rondom de twijg. Ze zijn stijf en scherp gepunt, hebben een vierkantige doorsnede en worden 1 tot 2,5 cm lang. Ze staan op kleine, bruine, steelachtig verlengde naaldenkussentjes (kenmerk van alle sparren). De naalden staan radiaal op de twijgen, behalve op twijgen in de schaduw, waar ze aan de onderzijde gescheiden staan. Naalden kunnen 5 tot 7 jaar oud worden.
De fijnspar is eenhuizig. De mannelijke kegels (april tot mei) zijn cilindervormig en zijn in de hele kroon aanwezig. De kleur verandert van rood in het begin tot geel later. Ze zijn circa 1,5 tot 3 cm lang en zitten aan het eind van hangende twijgen.
De vrouwelijke kegels zijn rechtopstaand en eivormig. Ze komen alleen voor in de top van de boom. Hun kleur varieert van groen tot donkerrood. Na bestuiving en bevruchting ontstaan er 10-16 cm lange, donkerbruine, cilindrische kegels (november tot december), met iets gegolfde schubben. Deze kegels hangen omlaag en vallen in hun geheel af. Dekschubben zijn niet zichtbaar.
De soort gedijt het best op een voedselrijke en vochthoudende bodem met een vrij neutrale zuurgraad (pH 6 - 8).

## Bedreiging
Door de klimatologische veranderingen in de wereld, wordt het steeds warmer en droger in West-Europa. De fijnspar kan hier slecht tegen en verzwakt daardoor waardoor minder hars wordt aangemaakt. Hierdoor kunnen schadelijke schimmels zich ontwikkelen en heeft het insect de letterzetter de mogelijkheid om het cambium van de boom binnen te dringen en daar zijn eitjes te leggen. Veel oudere fijnsparren gaan hierdoor dood of worden gekapt om de schade te beperken. In Vlaanderen verdween zo tussen 2018 en 2023 80% van alle fijnspar productiebos. Bij herbeplanting zullen bosbouwers voor andere, bij voorkeur meer klimaatbestendige soorten kiezen.

## Verspreiding

Fijnspar. Natuurlijk verspreidingsgebied: groen, geïntroduceerd: okergeel

De fijnspar komt voor in grote delen van Eurazië. In de Alpen komt hij voor tot ongeveer 2000 meter hoogte. In Nederland en Vlaanderen is de boom niet inheems. Hij is massaal aangeplant in de tijd van de herbebossing, eind 19e eeuw/begin 20e eeuw, meestal in productiebossen.

## Toepassingen
De fijnspar wordt veel aangeplant in tuinen en parken. Tevens wordt deze boom gebruikt als kerstboom.
De fijnspar levert licht en elastisch hout met een bleekgele kleur, dat onder de naam vuren een veel gebruikt bouwhout is. Verder wordt het gebruikt voor kisten, interieur van woningen, papier, violen, schepen, et cetera. Uit het hars van de boom wordt terpentijn gewonnen.

## Afbeeldingen

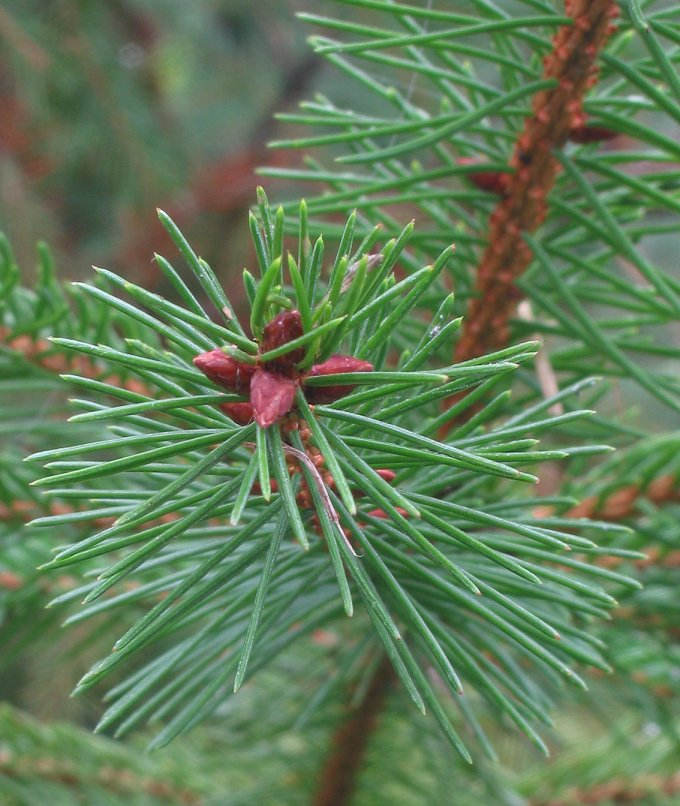
Twijg
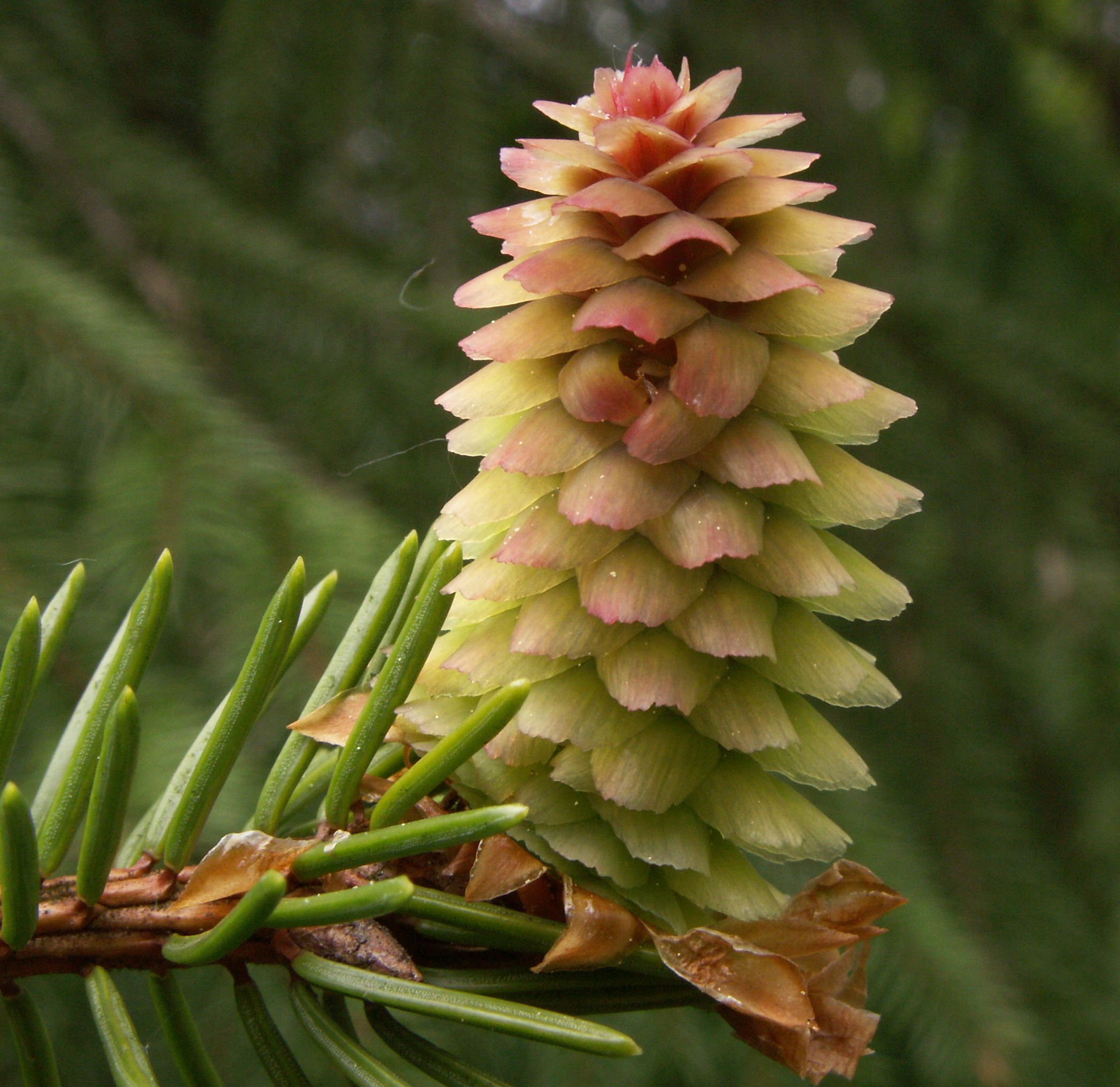
Vrouwelijke bloeiwijze
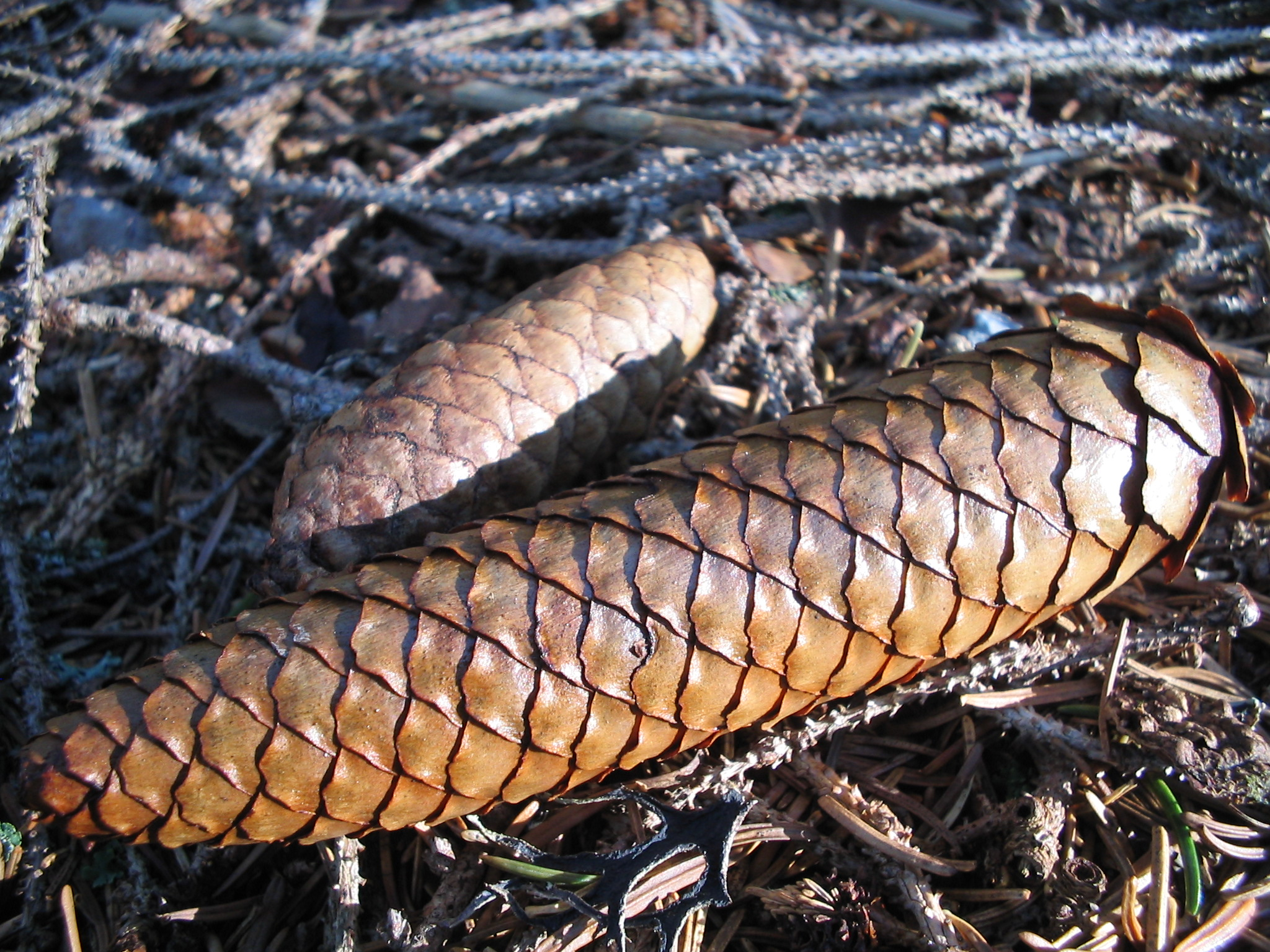
Kegel
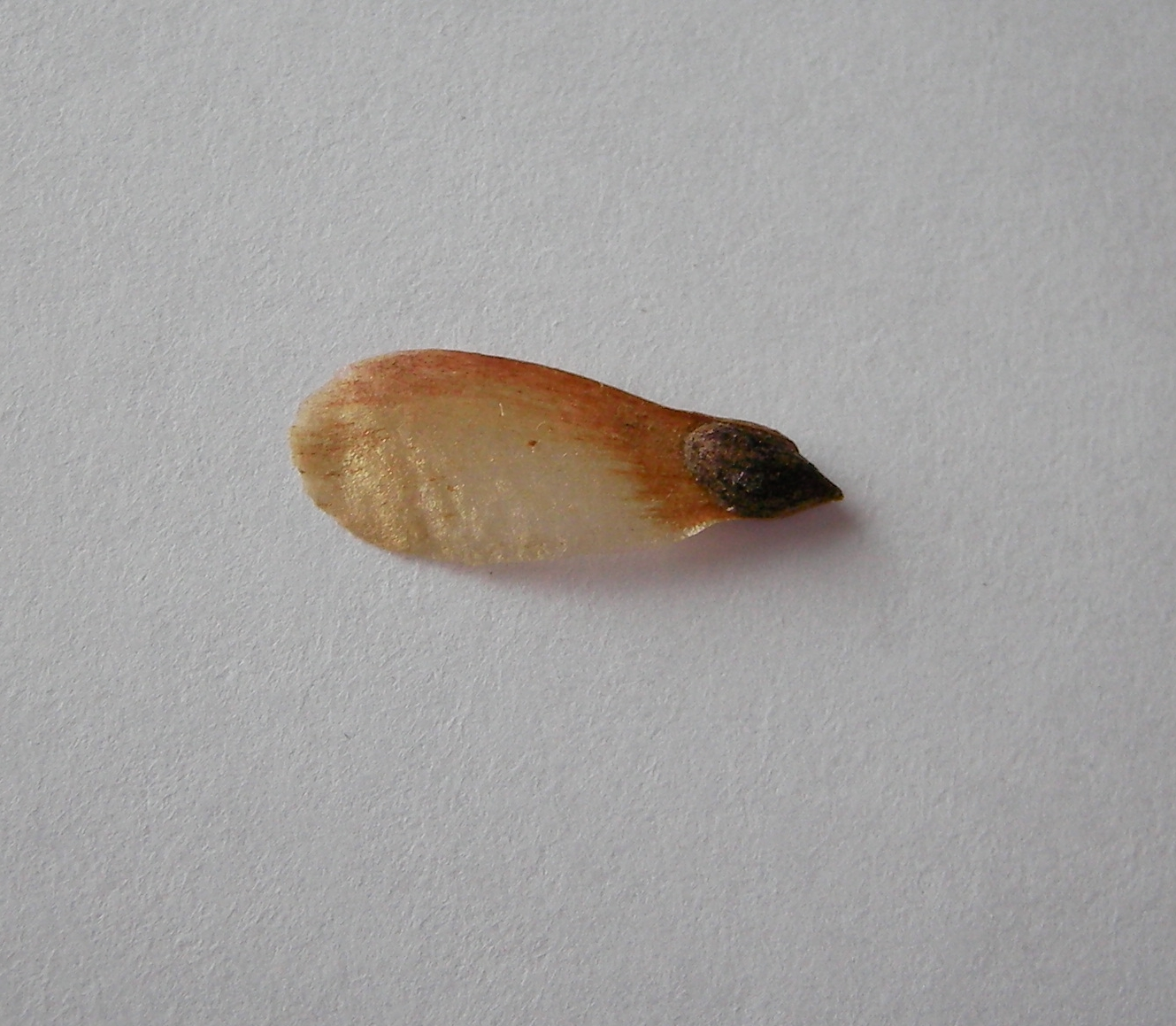
Zaad
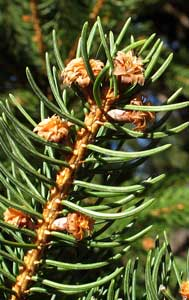
Knoppen
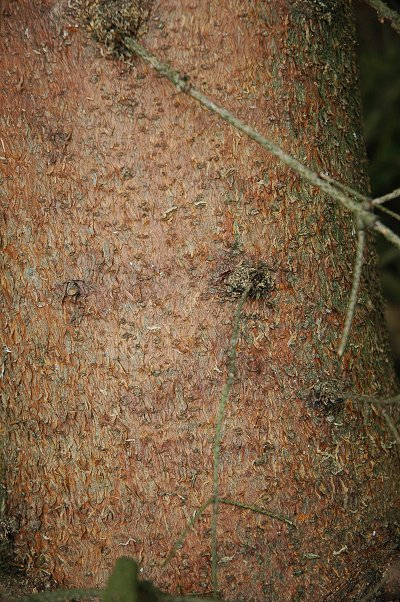
Bast van een jonge boom
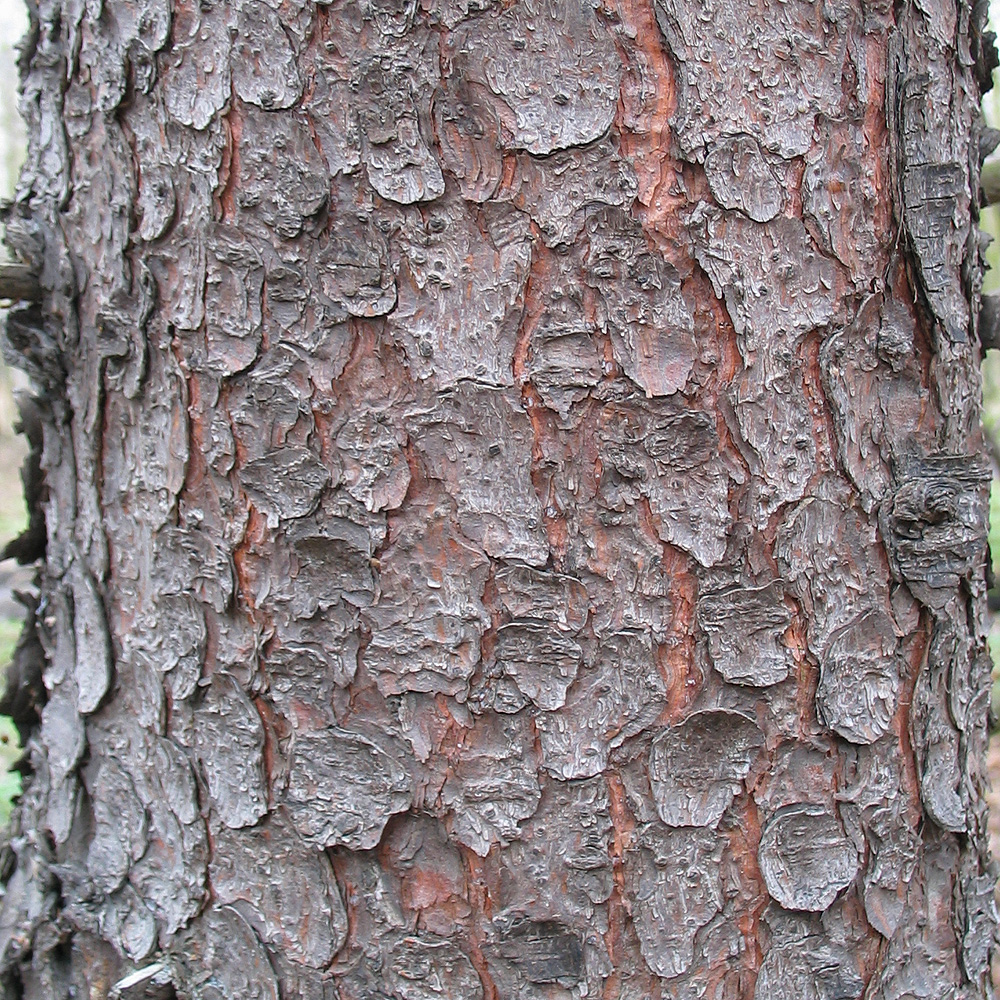
Schors van een oudere boom
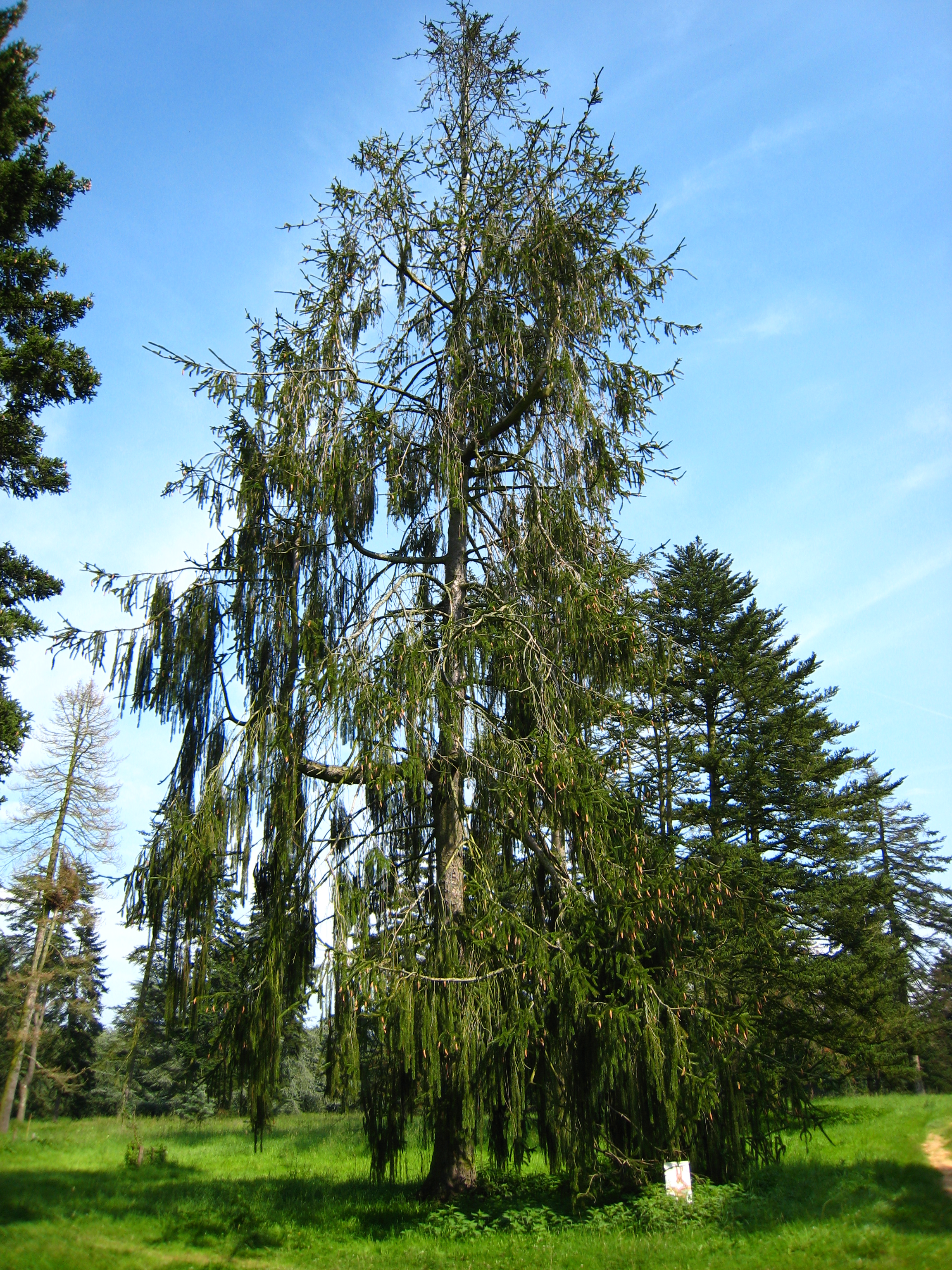
Picea abies 'cranstonii'
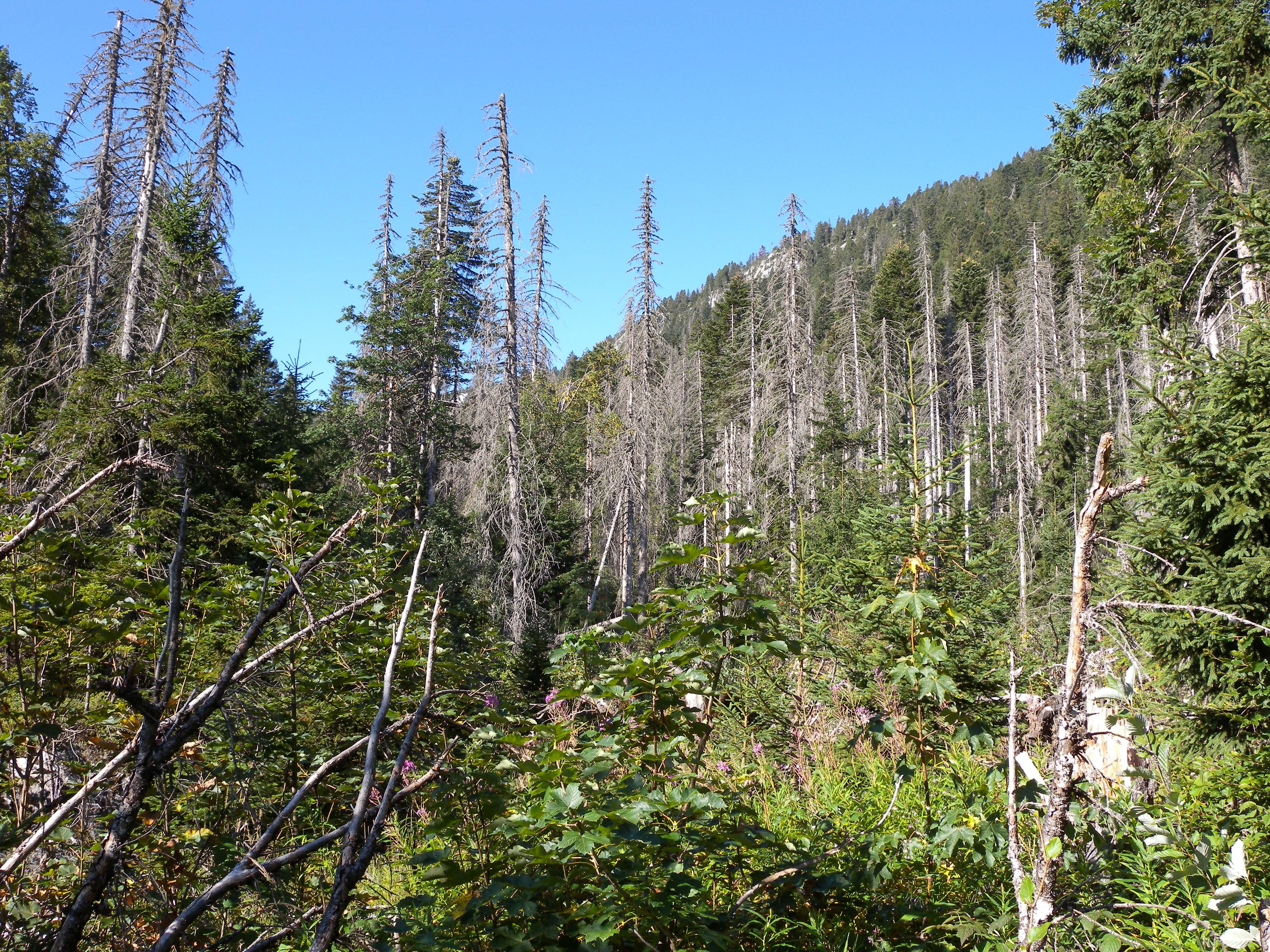
Fijnsparsterfte door de letterzetter
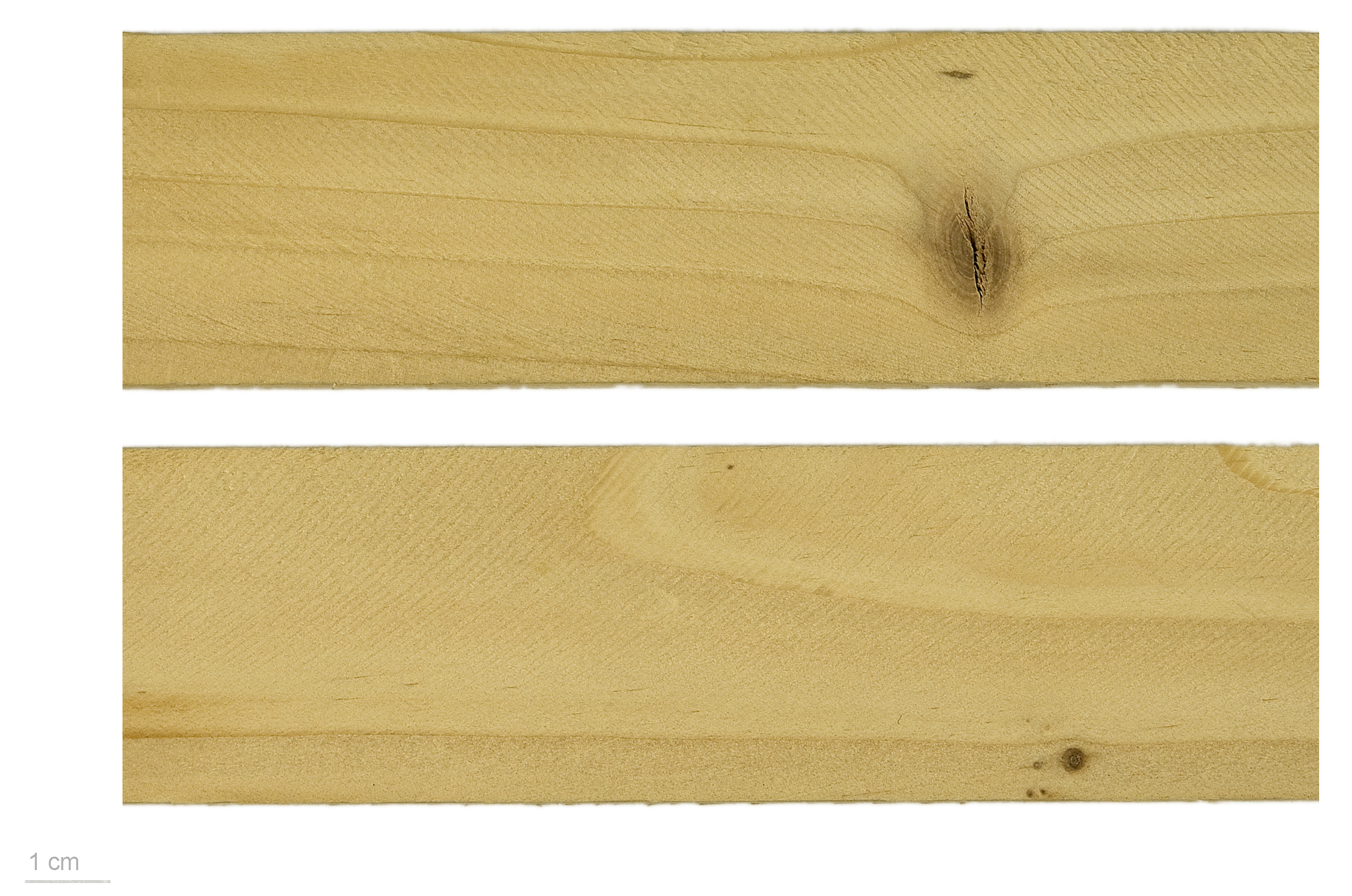
Vurenhout

## Varia
- De oudste boom ter wereld is mogelijk een fijnspar die in de Zweedse provincie Dalarna staat. De leeftijd van deze boom werd in 2008 geschat op 9555 jaar.[2]